# Robert Schwager
Robert Schwager (* 1961) ist ein deutscher Wirtschaftswissenschaftler und Hochschullehrer.

## Leben
Schwager ging zum Studium der Philosophie an die Université Paul Valéry in Montpellier. Dort schloss er 1983 mit dem Diplôme d´Etudes Universitaires Générales – Sciences Humaines ab. 1982 nahm er an der Universität Mannheim ein Studium der Volkswirtschaftslehre auf. Dort erhielt er 1987 den Grad eines Diplom-Volkswirts. Anschließend war er in Mannheim wissenschaftlicher Mitarbeiter. 1993 wurde er an der Mannheimer Universität mit der Dissertation Geld, überlappende Nachfragestruktur und bilaterale Transaktionen zum Dr. rer. pol. promoviert. Danach wechselte er an die Universität Magdeburg, an der er zunächst als wissenschaftlicher Assistent, dann als wissenschaftlicher Oberassistent angestellt war. Dort habilitierte er sich 1997 im Fach Volkswirtschaftslehre, unter anderem mit der Arbeit Administrative federalism and a central government with regionally biased preferences. Anschließend war er bis 1999 in Magdeburg als Privatdozent sowie nochmals 2001 als Vertretungsprofessor tätig.
Schwager leitete von 1999 bis 2003 am Zentrum für Europäische Wirtschaftsforschung in Mannheim den Forschungsbereich Unternehmensbesteuerung und Öffentliche Finanzwirtschaft. Bis 2012 war er dem Zentrum noch als Research Associate verbunden. Zudem war er von 2002 bis 2004 Honorary University Fellow an der School of Business and Economics der University of Exeter.
Schwager folgte zum 1. April 2003 einem Ruf als Professor für Volkswirtschaftslehre mit dem Schwerpunkt Finanzwissenschaft an die Georg-August-Universität Göttingen. In Göttingen war er von 2007 bis 2008 geschäftsführender Direktor des Volkswirtschaftlichen Seminars, dann von 2008 bis 2010 Dekan und 2010/2011 Forschungsdekan der Wirtschaftswissenschaftlichen Fakultät.
Zu seinen Schülern zählt Oliver Himmler.

## Werke (Auswahl)
- Geld, überlappende Nachfragestruktur und bilaterale Transaktionen, Physica, Heidelberg 1994, ISBN 978-3-7908-0739-4 (Dissertation).
- mit Thomas Gaube und Karl-Heinz Nöhrbass: Arbeitsbuch Finanzwissenschaft, Physica, Heidelberg 1996, ISBN 978-3-7908-0924-4.
- Administrative federalism and a central government with regionally biased preferences, Magdeburg 1997 (Habilitation).
- mit Gerd Gutekunst: Steuerbelastung von Unternehmen im Alpenraum, Nomos, Baden-Baden 2002, ISBN 978-3-7890-7666-4.
- mit Thiess Büttner und Dan Stegarescu: Agglomeration, population size, and the cost of providing public services: an empirical analysis for German states, Mannheim 2004.
- mit Lothar Lammersen: The effective tax burden of companies in European regions, Physica, Heidelberg 2005, ISBN 978-3-7908-1562-7.
- Public universities, tuition and competition: a tiebout model, Mannheim 2007.
- mit Oliver Himmler: Double standards in educational standards : are disadvantaged students being graded more leniently, Mannheim 2007.
- mit Andreas Oestreicher und Jan Muntermann: Empirische Analyse – Konsequenzen für die transaktionsbezogene Gewinnaufteilung, Berlin 2020, ISBN 978-3-89737-199-6.